# Koli Masang
Koli Masang is een bestuurslaag in het regentschap Flores Timur van de provincie Oost-Nusa Tenggara, Indonesië. Koli Masang telt 1925 inwoners (volkstelling 2010).